# Siemens Desiro Classic
Il Desiro Classic è un tipo di automotrice articolata prodotta dalla Siemens per rispondere alle esigenze dei servizi ferroviari regionali di media frequentazione.
Il Classic è il modello base della famiglia dei Siemens Desiro che comprende il Desiro UK, costruito per le esigenze delle linee suburbane inglesi, il Desiro Main Line (ML), adatto ai servizi regionali a lunga distanza, e il Desiro Double Deck, applicabile per quelli ad alta frequentazione.

## Storia
Progettato sul finire degli anni novanta, è entrato in esercizio per la prima volta nel 2000 sulla Vogtlandbahn e su alcune linee regionali della Deutsche Bahn. Si è poi diffuso in Danimarca, Austria, Ungheria e altri stati europei. Dal 2006, alcuni Desiro Classic sono in dotazione alla californiana NCTD.
In Germania è stato classificato come Baureihe 642 (Classe 642), mentre in Austria è noto anche come ÖBB 5022.
In Italia, la versione diesel fu presentata a titolo dimostrativo nel marzo 2002 sulla ferrovia Udine-Cividale e il 19 giugno 2005 sulla linea Iseo-Edolo.

## Tecnica

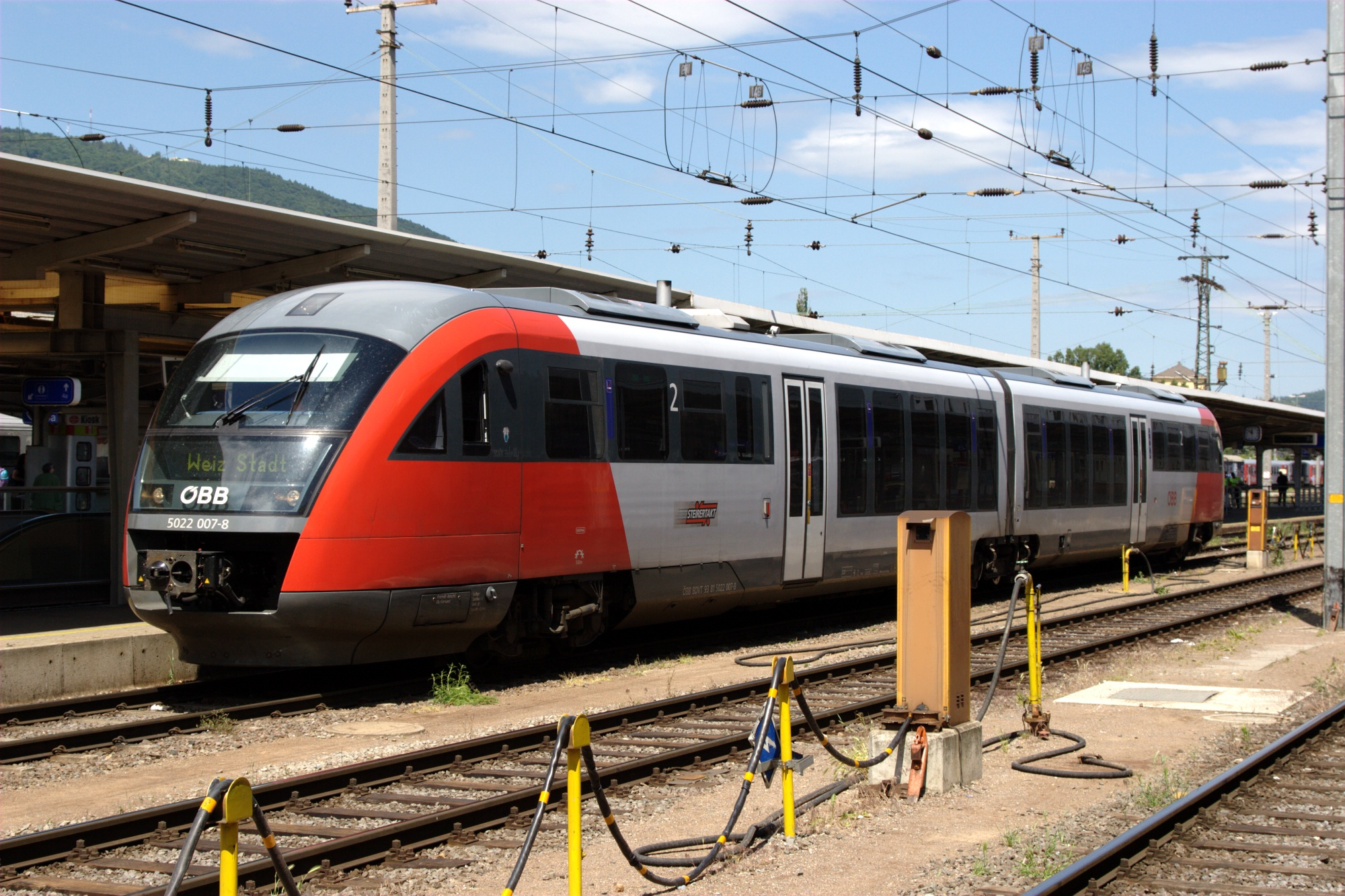
Il Desiro Classic ÖBB 5022 007-8 a Graz.

Il Desiro Classic è un convoglio bloccato composto da due moduli, entrambi motrici, collegati tra loro da un intercomunicante. Ogni modulo ha una lunghezza di 20 350 mm e si appoggia ad un carrello lato cabina di guida e al carrello centrale. Complessivamente il convoglio è lungo 41,7 metri, accoppiatori compresi, è largo 2,83 m e ha un'altezza di 4,229 m.
Tutta la sezione passeggeri è servita da un sistema di aria condizionata e da un sistema informativo elettronico. L'accesso da parte dei viaggiatori è garantito da due porte per lato posti sulla parte del convoglio a piano ribassato: un accorgimento necessario per velocizzare l'incarrozzamento e ridurre i tempi di sosta presso stazioni e fermate. La parte a piano ribassato occupa circa il 60% della superficie del treno ed è posta a 575 mm dal piano del ferro. I posti a sedere disponibili sono 128, compresi gli strapuntini, nella maggior parte dei casi ordinati in maniera che una fila di sedili sia posta di fronte ad un'altra. I gabinetti sono predisposti per l'utenza disabile.
I motori, uno per ciascun modulo, sono posizionati sotto l'area rialzata dell'area viaggiatori. Sono motori turbodiesel a sei cilindri con raffreddamento ad acqua e cinque rapporti automatici che rispettano la normativa antinquinamento Euro 3.
A richiesta, la Siemens può predisporre il convoglio per la guida ad agente unico, dotandolo di un sistema di controllo automatico e telecamere a circuito chiuso.